# Eaton Socon Castle

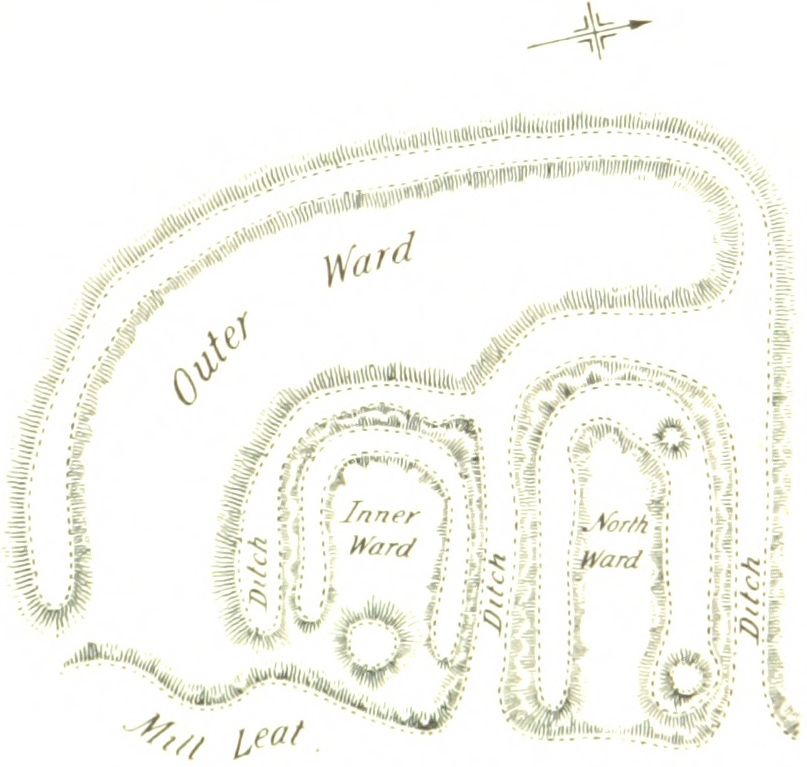
Grundriss der Burg aus J. D. Mackenzie: The Castles of England: their story and structure

Eaton Socon Castle ist eine abgegangene Burg an der Great Ouse im Dorf Eaton Socon. Dieses Dorf gehörte ursprünglich zur englischen Grafschaft Bedfordshire, ist jedoch in die Gemeinde St Neots in Cambridgeshire umgruppiert worden.
Die Burg entstand in normannischer Zeit und hatte zwei Burghöfe. Der Bau bedingte den Abriss angelsächsischer Häuser und die Burg war von einem wassergefüllten Burggraben umgeben, der von Fluss gespeist wurde. Eaton Socon Castle gehörte der Familie Mandeville aber 1156 war sie der Sitz der Familie Beauchamp.
Heute sind nur noch Erdwerke erhalten.